# Gabriel Tarde gazdaságpszichológiája
Gabriel Tarde (Sarlat, 1843. március 12. – Párizs, 1904. május 13.)) francia, eredetileg és elsősorban szociológus, szociálpszichológus és kriminológus, aki végül is mint a gazdaságpszichológia atyja ment be a tudománytörténelembe.
Mielőtt bemutatnánk, hogyan jutott el Gabriel Tarde a gazdaság és gazdálkodás pszichológiai vonatkozásának vizsgálatáig, érdemes a vitatott kérdést, hogy ki, illetve kik voltak – egyáltalán kik lehettek – a gazdaságpszichológia alapítói.
A németországi kutatások szerint a gazdaságpszichológia három hullámban jött létre. Az első hullám kiváltója Hugo Münsterberg, akit a német nyelvterületen a gazdaságpszichológia atyjaként tartanak számon. A második hullám fő képviselője Georg Katona, akihez a francia P.L. Reynaud csatlakozott. 1980 után a német nyelvterületen a harmadik hullámban egy sajátos gazdaságpszichológia jött létre, amely gazdasági folyamatok magyarázatára elsősorban szociálpszichológiai ismereteket vet be.
A német verzió szerint tehát a gazdaságpszichológia megalkotója Hugo Münsterberg. A tények a következők: Az 1843-ban született Gabriel Tarde első és egyben utolsó gazdaságpszichológiai műve 1902-ben jelent meg. Az 1863-ban született Münsterberg 1885 és 1916 között 16 angol és német nyelvű, a pszichológiát és az experimentális pszichológiát taglaló művet írt, amelyek közül egy foglalkozik gazdaságpszichológiai aspektusokkal: Psychologie und das Wirtschaftsleben. Ein Beitrag zur angewandten Experimental-Psychologie. (Pszichológia és a gazdasági élet. Tanulmány az alkalmazott experimentális-pszichológiához). Ez a munkája 1912-ben Lipcsében jelent meg a Barth kiadónál. Ezek szerint egyértelműen Gabriel Tarde a gazdaságpszichológia megalapítója, de Münsterberg is ott található az alapítók – a veteránok – között. Ebből egyben az is kitűnik, hogy a huszadik század második harmadában született tudósok nem sorolhatják vagy soroltathatják magukat a gazdaságpszichológia alapítói közé. 
Gabriel Tarde jogászként kezdte. A gazdaságpszichológia témaköréhez a szociológián és a szociálpszichológián keresztül jutott el. Gazságpszichológiai szemlélete filozófiajellegű, így érthető, hogy 1900-ban a Collège de France filozófiai tanszékének professzora lett. Tarde filozófiai beállítódásával egy évszázadra kihatóan befolyásolta a gazdaságpszichológia karakterét. Gazdaságpszichológiai elemzéseket a mai napig filozófiai eszmefuttatások is jellemzik, ami a gazdaságpszichológia pszichológiai oldalának a kárára mehetnek. Ez alól még az extrém módon empirikus kísérletekre támaszkodó Münsterberg sem kivétel, aki tudományos pályafutását Freiburgban (in Breisgau)a filozófia privátdocenseként kezdte 1892-ben. A pszichológiában még tájékozatlan közgazdász egyetemi hallgatók számára általában aligha tűnhet fel, hogy a filozófia a pszichológiát a háttérbe szorítja.
Két fő művét is jogászként írta. A La criminalité comparée 1886-ban és Les lois de l’imitation (Az utánzás törvényei) 1890-ben jelentek meg. Az utánzás törvényei című könyve szociálfilozófiai eszmefuttatásokon nyugszik. A könyv fő mondanivalója, hogy a társadalmi kapcsolatokat pszichológiai kölcsönhatások határozzák meg, amelyek középpontjában az utánzás és az innováció áll. Ebből kiindulva számos könyvet írt, amelyek az emberközi kapcsolatok szociológiai és a szociálpszichológiával foglalkoznak. „Amikor egy újítás utánzás révén elterjed, bátran nevezhetjük társadalmi evolúciónak” – írta 1888-ban. A gazdálkodás humán oldala is az emberközi kapcsolatok minőségétől függ. Ez mutatja, hogy milyen alapelvek figyelembe vételével jut el Tarde a gazdaságpszichológia fogalmáig, illetve a gazdasági folyamatok pszichológiai hátterének elemzéséig. 1902-ben megszületik, a La Psychologie Économique (A gazdaságpszichológia) című könyve és a gazdaságpszichológia, mint tudományág.

## Magyarul
- Összehasonlító tanulmányok a kriminológia köréből; előszó Paul Cuche, bev., ford. Lengyel Aurél; Athenaeum, Bp., 1908 (A Magyar Jogászegylet Könyvkiadó Vállalata)